# John Adams II

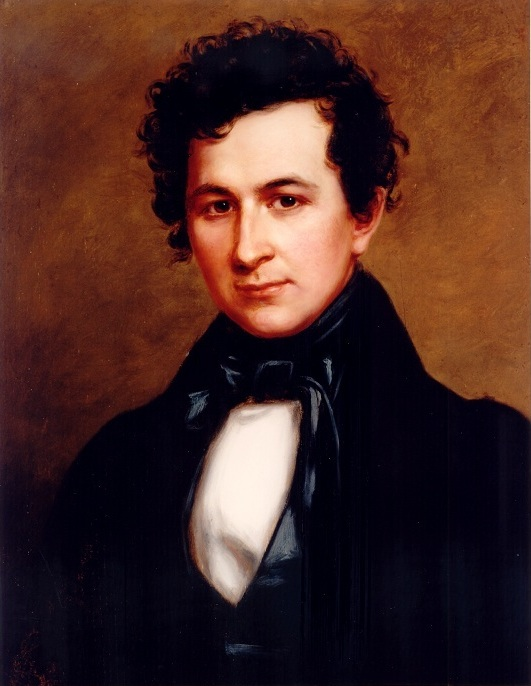
Um 1820

John Adams II (* 4. Juli 1803 in Quincy (Massachusetts); † 23. Oktober 1834 in Washington, D.C.) war der zweitgeborene Sohn des sechsten US-Präsidenten John Quincy Adams und Louisa Adams.

## Leben
Er wurde als erstes Kind des Paares auf amerikanischen Boden geboren. Nachdem sein älterer Bruder George Washington Adams nach George Washington benannt wurde, erhielt John den Namens seines Großvaters, um Abigail, seine Großmutter zu besänftigen. Als sein Vater als Botschafter nach Europa zog, blieben George und er in Massachusetts zur Erziehung zurück, während seine Mutter und sein jüngster Bruder Charles mitgingen. Seine einzige Schwester, Louisa Catherine, wurde in St. Petersburg geboren, starb aber, bevor er sie kennenlernen konnte, ein Jahr später. Wie sein Bruder studierte auch er auf der Harvard University, wurde jedoch wegen seiner Teilnahme an der Studentenrebellion von 1823 aus Protest gegen den Lehrplan und die Lebensbedingungen ausgeschlossen, woraufhin er Rechtswissenschaften bei seinem Vater lernte.
Während der Präsidentschaft seines Vaters fungierte er als dessen Privatsekretär. Dabei kam es zu einem Vorfall, wo Russell Jarvis, ein Journalist, John Adams stellvertretend für dessen Vater zu einem Duell provozieren wollte, dem Adams jedoch nicht nachgab. Ein Untersuchungsausschuss bereinigte die Angelegenheit, sie bescherte dem Präsidentensohn jedoch dauerhaft schlechte Presse.
1828 heiratete er im Weißen Haus seine Cousine Mary Catherine Hellen, um deren Hand sich auch seine Brüder bemüht hatten, beide weigerten sich daraufhin, zur Hochzeit zu erscheinen. George glitt später in den Alkoholismus ab und beging im Alter von 28 Jahren Selbstmord.
Nach der Präsidentschaft versuchte sich John Adams in der Wirtschaft, allerdings mit wenig Erfolg. Nach dem Freitod seines Bruders wurde auch er Alkoholiker und starb mit 31 Jahren an dessen Folgen. Nach dem Tod der beiden älteren Söhne kümmerte sich seine Witwe Mary Catherine, die auch schon vor ihrer Ehe bei ihnen gelebt hatte, um ihre Schwiegereltern. Sie selbst starb 1870.
1973 wurde er posthum in den Rang der Harvard Absolventen aufgenommen.

## Nachkommen
Aus der Ehe mit Mary Catherine hatte er zwei Töchter:
Mary Louisa Adams (1828–1859), heiratete William C. Johnson, der Ehe entstammten zwei Kinder.
Georgianna Frances Adams (1830–1839), starb als Kind.